# Smrk u zámečku
Smrk u zámečku je památný strom u vsi Dolní Folmava jihozápadně od Domažlic. Přibližně 150 let starý smrk ztepilý (Picea abies) roste nedaleko bývalého zámečku v údolí Chladné Bystřice jižně od Čerchova v nadmořské výšce 650 m. Ke smrku se dostanete, pokud na cestě k rybníčku odbočíte vlevo na nezpevněnou lesní cestu a po 200 m se dáte vpravo do lesa. Zdravý smrk vyrůstá na prameništi asi 75 m od cesty, má mohutné kořenové náběhy, spodní větve ale pro zápoj okolního porostu prosychají. Obvod jeho kmene měří 425 cm a špička stromu dosahuje do výšky 44,5 m (měření 2000). Smrk je chráněn od roku 1994 pro svůj vzrůst.

## Stromy v okolí
- Fremuthova jedle
- Modřín v Jubilejním hájku